# Zbroșkove, Domanivka
Zbroșkove (în ucraineană Зброшкове) este un sat în așezarea urbană Domanivka din regiunea Mîkolaiiv, Ucraina.

## Demografie
Componența lingvistică a localității Zbroșkove
     Ucraineană (98,11%)
     Rusă (1,13%)
     Alte limbi (0,75%)
Conform recensământului din 2001, majoritatea populației localității Zbroșkove era vorbitoare de ucraineană (98,11%), existând în minoritate și vorbitori de rusă (1,13%).